# NMBS/SNCB
 Der er for få eller ingen kildehenvisninger i denne artikel, hvilket er et problem. Du kan hjælpe ved at angive troværdige kilder til de påstande, som fremføres i artiklen.

Nationale Maatschappij der Belgische Spoorwegen (NMBS, nederlandsk) eller Société nationale des chemins de fer belges (SNCB, fransk) er Belgiens statslige jernbaneselskab for både peson- og godstrafik, grundlagt 1926. Hovedkontoret ligger i Bruxelles.
Oprindelig havde selskabet ansvaret for både infrastrukturen og drift af jernbanekørsel i Belgien. I 2004 opdeltes selskabet i hhv SNCB, Infrabel og HR Rail..
SNCB har ansvar for materiellet, Infrabel har ansvar for infrastrukturen og HR Rail er et fælles datterselskab med ansvar for alle ansatte i begge selskaber. Alle tre selskaber ejes af den belgiske stat.[kilde mangler]

## Jernbanenettet
NMBS/SNCB har monopol på den indenlandske jernbanetrafik, som består af følgende togkategorier:
| Fork. | Navn (NL.)             | Navn (fransk)           | Togtype / destination                                                                          |
| ----- | ---------------------- | ----------------------- | ---------------------------------------------------------------------------------------------- |
| THA   | Thalys                 | Thalys                  | Højhastighedstog til Paris, Amsterdam, Köln og Dortmund                                        |
| EST   | Eurostar               | Eurostar                | Højhastighedstog til London                                                                    |
| ICE   | ICE International      | ICE International       | Højhastighedstog til Köln og Frankfurt am Main                                                 |
| TGV   | Train à grande vitesse | Train à grande vitesse  | Højhastighedstog mod Frankrig                                                                  |
| IC    | Intercity              | Intercity               | 36 linjer med timedrift med betegnelserne IC 01 til IC 35, gennemsnitshastighed 70 til 90 km/t |
| ICT   |                        |                         | turistorienteret InterCity (tidl: T-Trein)                                                     |
| L     | Lokale trein           | Train local             | Lokaltog, Regionaltog                                                                          |
| S     | S-Trein                | Train S                 | S-Bane i Antwerpen, Bruxelles, Charleroi, Gent og Lüttich                                      |
| P     | Piekuurtrein           | Train d’heure de pointe | Myldretidstog af regionaltog på hverdage mellem kl. 6 og 9 samt kl. 16 og 19                   |